# Sinfonie londinesi
Le sinfonie londinesi o sinfonie Salomon furono composte da Franz Joseph Haydn fra il 1791 e il 1795. Possono essere suddivise in due gruppi: le sinfonie dalla 93 alla 98, composte durante la prima visita di Haydn a Londra, e le sinfonie dalla 99 alla 104, composte a Vienna e a Londra durante una seconda visita. Per antonomasia la Sinfonia n. 104 è detta di Londra.
Tutte le sinfonie londinesi, tranne la 95, hanno un'introduzione lenta nel primo movimento.
- Sinfonia n. 93 in re maggiore (1791)
- Sinfonia n. 94 in sol maggiore, La sorpresa o col colpo di timpani (1791)
- Sinfonia n. 95 in do minore (1791)
- Sinfonia n. 96 in re maggiore, Il miracolo (1791)
- Sinfonia n. 97 in do maggiore (1792)
- Sinfonia n. 98 in si bemolle maggiore (1792)
- Sinfonia n. 99 in mi bemolle maggiore (1793)
- Sinfonia n. 100 in sol maggiore, Militare (1793-1794)
- Sinfonia n. 101 in re maggiore, La pendola o L'orologio (1793-1794)
- Sinfonia n. 102 in si bemolle maggiore (1794)
- Sinfonia n. 103 in mi bemolle maggiore, col rullo di timpani (1795)
- Sinfonia n. 104 in re maggiore, (di) Londra (1795)